# Эрнст, Карл
Карл Густав Эрнст (нем. Karl Gustav Ernst; 1 сентября 1904, Вильмерсдорф — 30 июня 1934, Лихтерфельде) — немецкий политик, деятель НСДАП и группенфюрер СА.

## Биография
Родился в семье военного, который позднее работал телохранителем промышленника Фридриха Флика. С 1920-х годов участвовал в националистическом молодёжном движении, был членом эскадрона «Грюневальд» фрайкора и членом «Союза „Викинг“» (1920—1923). Одновременно работал в торговле, откуда ушёл в 1923 году в связи со вступлением в СА.
После провала гитлеровского путча участвовал в других правых группировках, где приобрёл авторитет. Одновременно работал в торговле, гостиничном и барном сервисе. После снятия запрета на НСДАП вновь вступил в партию и сразу вошёл в высшее руководство СА.
В антинацистской прессе широко циркулировали слухи о его гомосексуальной связи с лидером СА Эрнстом Рёмом.. В ответ на подобные обвинения Эрнст заявил под присягой, что не является гомосексуалистом.
В 1931 вошёл в состав руководства берлинской группы СА, а с 1933 года возглавлял группу СА Берлин-Бранденбург. В 1932—1934 — депутат рейхстага, с 1933 и до смерти — член Прусского государственного совета.
Некоторые исследователи вопроса считают, что он сыграл важную роль в организации поджога Рейхстага в феврале 1933 года. Также, именно он организовал преследование и поимку убийц Хорста Весселя. Поддерживал претензии Эрнста Рёма на то, чтобы СА контролировали рейхсвер и стал в конце концов костяком обновлённой немецкой армии. Был убит среди других ближайших сторонников Эрнста Рёма во время Ночи длинных ножей в июне 1934 года.
Незадолго до своей смерти Карл Эрнст женился. Его вдова прожила в Берлине до 1943 года, после чего она более не упоминается в адресной книге.

## Награды
- Знак Подпольного фронта